# 十和田市立四和中学校
十和田市立四和中学校（とわだしりつ しわちゅうがっこう）は、青森県十和田市大字米田にある公立中学校。

## 概要
- 本校は、米田・滝沢・大不動・長下の各中学校が統合して設立された中学校である。
- 尚、校舎は、米田中学校の校舎を使用した[1]。

## 沿革
- 1983年（昭和58年）4月1日 - 開校。
- 2013年（平成25年）
  - 1月 - 校舎・屋内運動場建設工事完了[2]。
  - 4月1日 - 新校舎完成し、移転。
- 2014年（平成26年）7月6日 - 新校舎落成式挙行。同日、創立30周年式典挙行。
- 2016年（平成28年）3月 - 屋外運動場工事完了[2]。

## 学区
- 旧四和村域。

## アクセス
- 十和田観光電鉄バス「四和中」バス停下車。
- 四和郵便局から徒歩約650m・約10分。

## 参考資料
- 「教育 - 教育概観・教育行政」『東奥年鑑1984年版』東奥日報社、1983年9月1日、283頁。ASIN B000J7JCJY。